# کلیسای منیستو
کلیسای منیستو (انگلیسی: Männistö Church، فنلاندی: Männistön Pyhän Johanneksen kirkko)، یک کلیسای لوتری در محله منیستو در شهر کوئوپیو، فنلاند است. این کلیسا توسط معمار یوها لیویسکا به همراه پکا کیویسالو طراحی و در سال ۱۹۹۲ تکمیل شد. فضای داخلی کلیسا دارای یک محراب اثر هنرمند مارکو پکونن است.